# Budy Zosine
Budy Zosine is een plaats in het Poolse district  Grodziski (Mazovië), woiwodschap Mazovië. De plaats maakt deel uit van de gemeente Jaktorów en telt 410 inwoners.